# Chris Hani Baragwanath Hospital
Le Chris Hani Baragwanath Hospital est un hôpital situé dans la région de Soweto au sud de Johannesburg, en Afrique du Sud. Il s'agit du plus grand hôpital (en) d'Afrique et le troisième plus grand hôpital du monde. 
L'hôpital emploie 6 760 agents, compte 3 400 lits et s'étend sur 70 ha. Il constitue l'un des 40 hôpitaux provinciaux de la province de Gauteng et est financé et géré par le Département provincial de la santé de Gauteng. Il s'agit également d'un hôpital d'enseignement lié à la faculté de médecine de l'Université de Witwatersrand, tout comme le Charlotte Maxeke Johannesburg Academic Hospital (en) de Johannesburg, le Helen Joseph Hospital et le Rahima Moosa Mother and Child Hospital (en).
L'hôpital assure également le rôle de centre de traumatologie de niveau 1. L'hôpital dispose enfin d'installations de traumatologie et de médecine d'urgence de classe mondiale capables d'assurer tout type de traitements médicaux[réf. nécessaire].

## Histoire

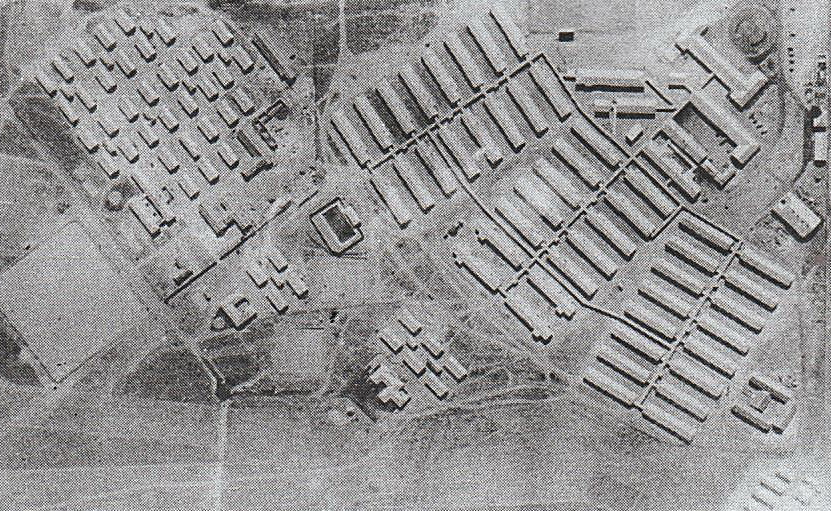
Hôpital militaire impérial de Baragwanath, 1942

L'hôpital militaire impérial de Baragwanath (en) a été construit en 1942, dans ce qui est aujourd'hui Diepkloof[à vérifier], afin d'accueillir les soldats britanniques et du Commonwealth en convalescence. Le maréchal Jan Smuts note lors des cérémonies d'ouverture que l'installation serait utilisée pour la population noire de la région après la guerre[réf. nécessaire].
En 1947, le roi George VI visite l'hôpital et remet des médailles aux troupes affectées sur place. À partir de cette date, l'hôpital Baragwanath (nommé ainsi après 1948), réputé comme étant le plus grand hôpital de l'hémisphère sud, se développe. En 1997, un autre changement de nom survient, l'établissement ayant connu un développement tentaculaire est désormais connu sous le nom de Chris Hani Baragwanath Hospital, nommé ainsi en l'honneur de Chris Hani, chef du Parti communiste sud-africain assassiné en 1993 .

## Admissions et opérations
Plus de deux mille patients se rendent quotidiennement dans les cliniques spécialisées et les services ambulatoires de l'hôpital, issus de zones d'attraction allant jusqu'à Klerksdorp. En 2022, l'hôpital affiche plus de 66 millions de Rands d'arriérés sur ses factures avec les services municipaux.